# Sapphire (космический аппарат)
Sapphire — это первый канадский военный спутник космического наблюдения за техногенными и природными объектами на средних и высоких орбитах Земли (от 6000 до 40 000 км).

## Запуск
Sapphire является первым военным спутником Канады.
Космический аппарат был запущен 25 февраля 2013 года Индийской организацией космических исследований с использованием ракеты PSLV-CA с Космического центра им. Сатиша Дхавана.
Sapphire был дополнительной полезной нагрузкой ракеты. Вместе с ним стартовал океанографический спутник SARAL, NEOSSat, UniBRITE-1, TUGSAT-1, AAUSAT3 и STRaND-1.

## Устройство
Спутник представляет собой небольшой космический аппарат массой 146 кг, изготовленный на базе стандартной космической платформы SSTL-150, основным инструментом которого является 15-сантиметровый трехзеркальный анастигмат с углом обзора 1,4°. Данный телескоп был разработан для аппарата Midcourse Space Experiment. В аппарате используется ПЗС-матрица CCD47-20bi 1024 x 1024 пикселей.
Спутник находится на солнечно-синхронной орбите. Телескоп спутника направлен в сторону от Солнца, чтобы он мог наблюдать объекты в условиях отражения от них максимального количество солнечного света.

## Цели
Задача данного аппарата - предоставлять точные и современные данные об объектах на орбите Земли.
Собранные данные будут обрабатываться наземной системой, а результаты будут использоваться для обновления каталога спутников США NORAD, и для обеспечения осведомленности о ситуации в космосе, отслеживание действующей орбитальной группировки и космического мусора.

## См.также
- Канадарм2
- Alouette 1
- Окно (оптико-электронный комплекс)